# Polycentropodidae

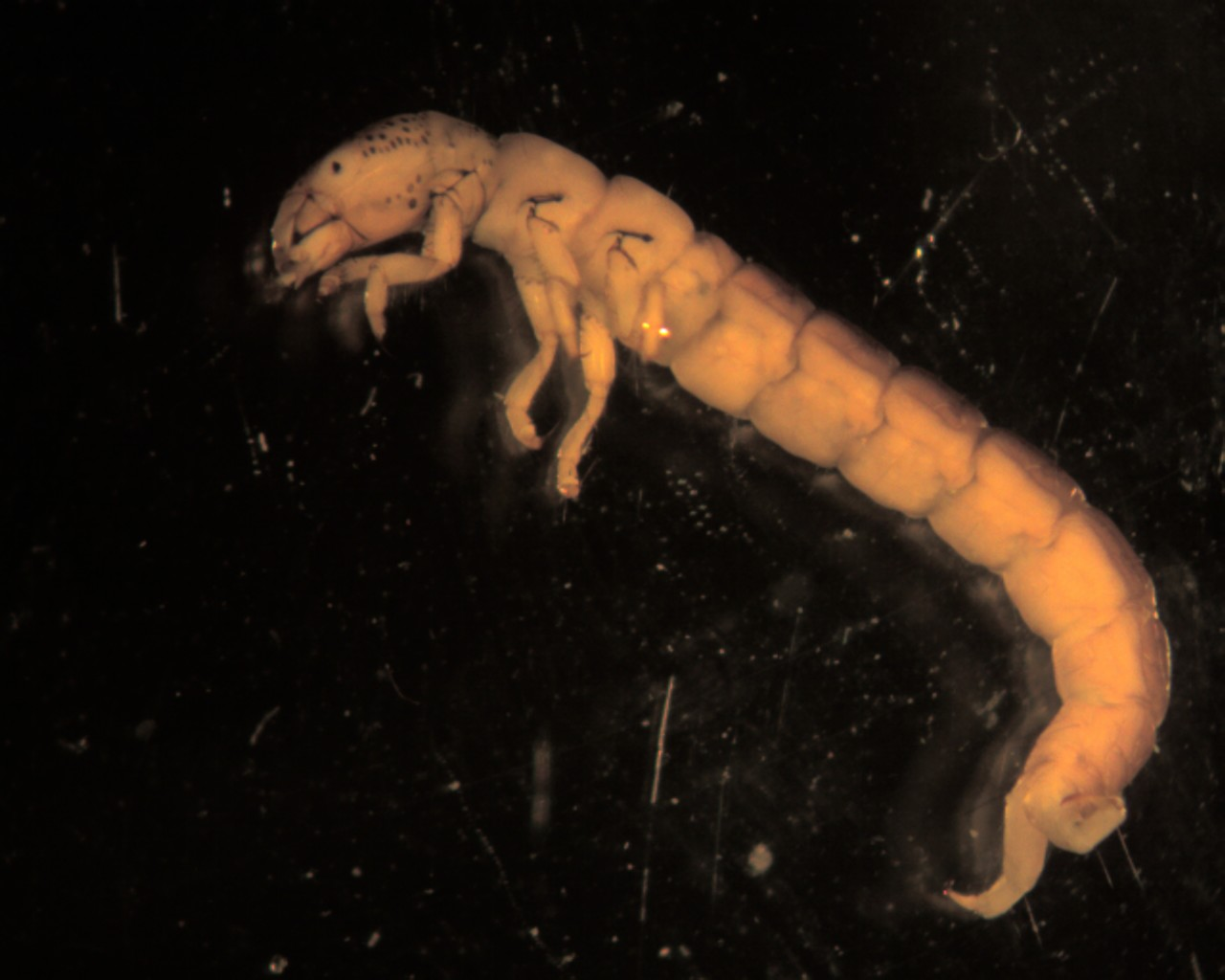
Larve von Polycentropus

Die Polycentropodidae sind eine Familie in der Ordnung der Köcherfliegen.
Polycentropodiden oder Netz-Köcherfliegen leben als Larven räuberisch von Kleinstlebewesen (Zooplankton) und bauen keinen Köcher. Sie erbeuten ihre Nahrung mit selbst gesponnen trichter- oder röhrenförmigen Fangnetzen. Es gibt auch Arten, die Gemeinschaftsnester anlegen.
Die adulten Tiere sind zwischen 5 und 10 mm groß, die Vorderflügel sind dicht behaart, dunkelbraun oder grau und können verschiedene Muster aufweisen.
In Deutschland existieren 5 Gattungen der Polycentropodidae, welche aufgrund verschiedener morphologischer Merkmale gut voneinander zu unterscheiden sind. Weltweit sind etwa 300 Arten dieser Familie bekannt.

## Gattungen (Auswahl)
- Plectrocnemia
- Polycentropus
- Neureclipsis
- Cyrnus
- Holocentropus